# Extatosoma
Extatosoma — род насекомых семейства phasmatidae. Эндемичный в Австралии и Новой Гвинее. Включает в себя два вида.

## Этимология
В переводе с древнегреческого έκστασις переводится как «быть вне себя»; soma переводится как «тело».

## Описание
Род включает тропических насекомых схожего строения. Как и остальные представители отряда, питаются растительностью. Самки имеют достаточно объемное тело длинной около 12 см, которое покрыто короткими шипами. Тело самцов более гладкое и изящное, имеются крылья (у самок есть лишь их зачатки). Окрас зачастую зелёный, буроватый, соломенный. Хорошо сливаются с окружающей средой.

## Виды
Составляющие рода:
- Extatosoma tiaratum
- Extatosoma popa